# Ландре
Ландре́ (фр. Landrais) — коммуна во Франции, находится в регионе Пуату — Шаранта. Департамент коммуны — Шаранта Приморская. Входит в состав кантона Эгрефёй-д’Они. Округ коммуны — Рошфор.
Код INSEE коммуны — 17203.

## Население
Население коммуны на 2010 год составляло 699 человек.
| 1962 | 1968 | 1975 | 1982 | 1990 | 1999 | 2010 |
| ---- | ---- | ---- | ---- | ---- | ---- | ---- |
| 496  | 480  | 477  | 459  | 474  | 526  | 699  |